# Грб Тулске области
Грб Тулске области је званични симбол једног од субјеката Руске федерације са статусом области — Тулске области. Грб је званично усвојен 24. новембра 2005. године.

## Опис грба
Званични опис грба Тулске области даје се законом из 2005. године у коме се наводи:
На црвеном хералдичком штиту стоје три сребрне оштрице мача у појасу да се укрштају, тако да су код два сјечива окренута на доње, а трећи лежи хоризонтално преко ова два. Све стоји у пратњи два златна чекића, постављених изнад и испод пресјека. 
Штит је крунисан златном империјалном круном и окружен траком Ордена Лењиновог реда.

### Занимљивости
Треба напоменути да је у главна разлика између грбова Тулске области и града Тула у томе што је код области и по средини стоји оштрица мача (трећа по реду), док је на грбу града Тула на том мјесту цијев пиштоља.
Градски грб нема хералдичких периферија.